# Anton Möller
Anton Möller (1563 – enero de 1611) fue un pintor y dibujante alemán. 

## Biografía
Möller nació en Königsberg. Comenzó a los 15 años (22 de abril de 1578), un aprendizaje de siete años en Praga en la corte de Rodolfo II, el emperador del Sacro Imperio Romano. Durante este tiempo copió con frecuencia obras de Alberto Durero. Al revisar los cambios estilísticos en sus obras, se presume que viajó en 1585 a 1587 a Italia (especialmente Venecia), y que a su regreso pasó algún tiempo en los Países Bajos (especialmente Amberes y Ámsterdam) también. 

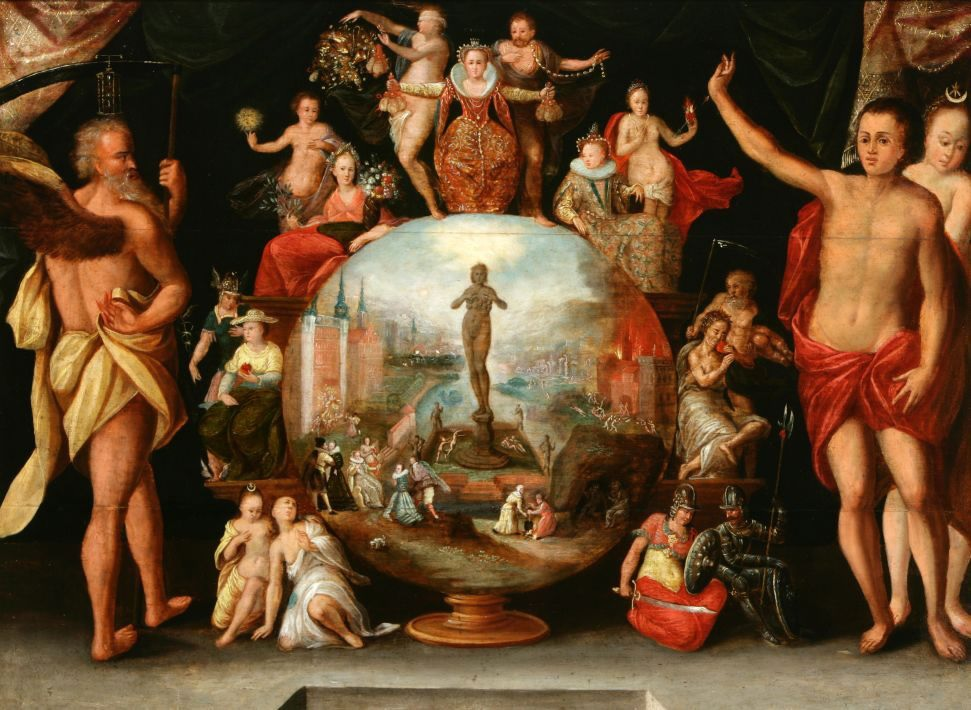
Anton Möller, Modelo del Mundo y Sociedad de Gdansk, Museo Nacional, Poznań, 1600

Pintó principalmente escenas y retratos alegóricos, históricos y bíblicos. También produjo una serie de grabados en madera. Creó pinturas de techos, paredes y paneles para ayuntamientos, iglesias y museos, así como retratos para clientes privados, como grabados, grabados en madera, dibujos a pluma y tinta. 
Cerca de la finalización del ala-altar de la Katharinenkirche (Iglesia de Santa Catalina, Gdansk), Möller murió en Danzig (Gdansk) en 1611.   Su tumba se encuentra en la catedral de Oliwa en Gdansk. 